# Final Four de 2023 da Euroliga
O Final Four da EuroLiga de 2023 foi a conclusão da Temporada 2022-23 da EuroLiga, encerrando desta forma a 66ª temporada do torneio de primeiro nível entre clubes europeus de basquetebol masculino, sendo a 23ª organizada pela Euroleague Basketball. Foi também a 36ª final nestes moldes na moderna era dos Final Four (1988–presente), e a 38ª oportunidade que a competição é realizada em formato de quadrangular final em sua história. As partidas de semifinais, decisão de terceiro lugar e a grande final foram realizados na Žalgiris Arena em Caunas, Lituânia entre 19 e 21 de maio de 2023.

## Sede
Em 19 de dezembro de 2022, o órgão gestor, Euroleague Basketball, anunciou que o Final Four seria disputado em Caunas na  Žalgiris Arena. A arena foi inaugurada em 18 de agosto de 2011 e é considerada a maior arena da região báltica com capacidade para 15.415 espectadores. Esta foi a primeira vez que o Final Four ocorre na Lituânia.
| Caunas             | CaunasFinal Four de 2023 da Euroliga (Europa) |
| Žalgiris Arena     | CaunasFinal Four de 2023 da Euroliga (Europa) |
| Capacidade: 15 415 | CaunasFinal Four de 2023 da Euroliga (Europa) |
|                    | CaunasFinal Four de 2023 da Euroliga (Europa) |

## Chave
|  | Meias-finais | Meias-finais       | Meias-finais |    |  | Final              | Final | Final |
|  |              |                    |              |    |  |                    |       |       |
|  | 1            | Olympiacos Pireaus | 76           |    |  |                    |       |       |
|  | 4            | AS Monaco          | 62           |    |  |                    |       |       |
|  |              |                    |              |    |  | Olympiacos Pireaus | 78    |       |
|  |              |                    | Real Madrid  | 79 |  |                    |       |       |
|  | 2            | FC Barcelona       | 66           |    |  |                    |       |       |
|  | 3            | Real Madrid        | 78           |    |  |                    |       |       |

## Semifinais

### Semifinal A - Olympiacos Pireu x AS Monaco
| 19 de maio de 2023 17:00 (UTC+2) | Relatório | Olympiacos Pireaus                                                                                    | 76–62 | AS Monaco                                                                             |  | Žalgiris Arena, Caunas, Lituânia Público: 11 673 |  |
| 19 de maio de 2023 17:00 (UTC+2) | Relatório | Placar por quarto: 14-20, 15-21, 27-2, 20-19                                                          |       |                                                                                       |  | Žalgiris Arena, Caunas, Lituânia Público: 11 673 |  |
| 19 de maio de 2023 17:00 (UTC+2) | Relatório | Pts: A.Vezenkov 19 Rbts: K. Papanikolaou 8 Asts: T.Walkup, K. Sloukas 7 PIR total: K. Papanikolaou 21 |       | Pts: E.Okobo, M.James 17 Rbts: D. Hall, J.Loyd 7 Asts: E.Okobo 5 PIR total: J.Loyd 15 |  | Žalgiris Arena, Caunas, Lituânia Público: 11 673 |  |

### Semifinal B - Real Madrid x FC Barcelona
| 19 de maio de 2023 20:00 (UTC+2) | Relatório | FC Barcelona                                                                           | 66–78 | Real Madrid                                                                  |  | Žalgiris Arena, Caunas, Lituânia Público: 11 411 |  |
| 19 de maio de 2023 20:00 (UTC+2) | Relatório | Placar por quarto: 18-18, 24-18, 13-22, 11-20                                          |       |                                                                              |  | Žalgiris Arena, Caunas, Lituânia Público: 11 411 |  |
| 19 de maio de 2023 20:00 (UTC+2) | Relatório | Pts: A Abrines 16 Rbts: T. Satoransky 11 Asts: R.Jokubaitis 3 PIR total:: A Abrines 14 |       | Pts: W.Tavares 20 Rbts: W.Tavares 15 Asts: S.Llull 5 PIR total: W.Tavares 39 |  | Žalgiris Arena, Caunas, Lituânia Público: 11 411 |  |

## Decisão do Terceiro Lugar
| 21 de maio de 2023 16:00 (UTC+2) | relatório | AS Monaco                                        | 78–66 | FC Barcelona                                                                                         |  | Žalgiris Arena, Caunas, Lituânia Público: 9 333 |  |
| 21 de maio de 2023 16:00 (UTC+2) | relatório | Placar por quarto: 24-13, 20-15, 16-17, 18-21    |       | |  | Žalgiris Arena, Caunas, Lituânia Público: 9 333 |  |
| 21 de maio de 2023 16:00 (UTC+2) | relatório | Pts: M. Strazel 14 Rbts: D. Hall 11 Asts: Loyd 6 |       | Pts: N. Mirotić 15 Rbts: J. Nnaji, J. Veselý 4 Asts: T. Satoranský, N. Laprovittola, R. Jokubaitis 4 |  | Žalgiris Arena, Caunas, Lituânia Público: 9 333 |  |

## Final
| 21 de maio de 2023 19:00 (UTC+2) | relatório | Olympiacos Pireaus                                        | 78–79 | Real Madrid                                                   |  | Žalgiris Arena, Caunas, Lituânia Público: 11 066 |  |
| 21 de maio de 2023 19:00 (UTC+2) | relatório | Placar por quarto: 24-17, 21-28, 18-14, 15-20             |       |                                                               |  | Žalgiris Arena, Caunas, Lituânia Público: 11 066 |  |
| 21 de maio de 2023 19:00 (UTC+2) | relatório | Pts: A. Vezenkov 29 Rbts: A. Vezenkov 9 Asts: T. Walkup 6 |       | Pts: S. Rodríguez 15 Rbts: W. Tavares 10 Asts: S. Rodríguez 9 |  | Žalgiris Arena, Caunas, Lituânia Público: 11 066 |  |

## Premiação
| Turkish Airlines EuroLeague 2022-23 Campeões |
| Espanha                                      |
| -------------------------------------------- |
| Real Madrid (11° título)                     |

### MVP das finais
- Walter Tavares